# Les Mille et Une Nuits (film, 1990)
Pour les articles homonymes, voir Les Mille et Une Nuits (homonymie).
Pour plus de détails, voir Fiche technique et Distribution.
Les Mille et Une Nuits est un film franco-germano-italien réalisé par Philippe de Broca sorti en 1990.

## Synopsis
À Bagdad, le sultan n'a d'yeux que pour sa sultane, ce qui chagrine ses conseillers et son grand vizir, car il délaisse son harem. Le grand vizir lui fait donc croire que sa femme le trompe, mais le sultan, de rage, la tue.
Sur les conseils de son grand vizir, le sultan décide donc qu'il prendra une nouvelle épouse chaque jour et la fera décapiter après sa nuit de noces. Il décide également que sa première sultane décapitée serait la fille même du grand vizir. Celui-ci remplace sa fille par une esclave achetée sur un marché : Shéhérazade.
Une adaptation très libre des contes des Mille et une nuits.

## Fiche technique
Sauf indication contraire, les informations mentionnées dans cette section peuvent être confirmées par la base de données cinématographiques Unifrance,  présente dans la section « Liens externes ».
- Titre original : Les Mille et Une Nuits
- Titre italien : Le mille e una notte
- Titre allemand : Sheherazade – Mit 1001 PS ins Abenteuer
- Réalisation : Philippe de Broca
- Scénario : Philippe de Broca et Jérôme Tonnerre, librement adapté du recueil de contes persans les Mille et Une Nuits
- Décors : François de Lamothe
- Effets spéciaux et effets visuels : Christian Guillon
- Costumes : Jacques Fonteray
- Photographie : Jean Tournier
- Son : Gérard Barra
- Montage : Henri Lanoë
- Musique : Gabriel Yared
- Production : André Djaoui, Maurice Illouz
- Production exécutive : Sarim Fassi-Fihri
- Sociétés de production :
  - Italie RAI Due
  - France Telemax, Cinemax, Les Films A2
  - USA Warner Bros
  - Allemagne Telepool - Europäisches-Fernsehprogrammkontor GmbH
- Société de distribution : UGC
- Pays de production :  France,  Italie,  Allemagne
- Langue originale : français
- Format : Couleurs - son Dolby
- Genre : comédie, fantastique
- Durée : 98 minutes
- Date de sortie : France : 11 avril 1990

## Distribution
- Thierry Lhermitte : Le roi
- Gérard Jugnot : Jimmy Genious
- Catherine Zeta-Jones (V.F. : Sabine Haudepin) : Shéhérazade
- Stéphane Freiss : Aladdin
- Vittorio Gassman : Sinbad le marin
- Roger Carel : Le grand vizir
- Georges Montillier : Le bourreau
- Alfredo Pea (V.F. : Roger Carel) : Agib
- Éric Métayer : Abdullah
- Florence Pelly : la fille du grand vizir
- Tim Holm : L'inspecteur en chef
- Joy Graham : Mme Wilson
- Raymond Aquilon : Le grand eunuque
- Maurice Illouz : Le bourgeois
- Farida Khelfa : La reine
- Maurice Lane : M. Wilson
- Faycal Smaili : Aziz
- Omar Zerrei : Azaz
- Omar Chenbod : Le Grand Imam
- Tahar al Asbahami : Le Grand Chambellan
- Abdelkader Lofti : le marchand
- Benoît Allemane : Dieu (voix)

## Autour du film
Il s'agit du premier film de Catherine Zeta-Jones.
C'est l'un des premiers films français à intégrer des images de synthèses dans un film en pellicule 35mm.
Une édition prestige 2 DVD du film est sortie en 2004.
Ce film était à l'origine un double téléfilm qui a été diffusé sur France 2[réf. nécessaire] au début des années 1990. La version du DVD est celle sortie au cinéma, qui est raccourcie et comporte moins de personnages.